# OpenACS
OpenACS — открытый веб-фреймворк, ориентированный на создание сайтов сообществ (и, в частности, на электронное обучение). Поставляется вместе с готовыми решениями, такими, как форум, новостной сайт, e-learning, интернет-магазин и т. д. Написан на Tcl с использованием объектно-ориентированного расширения XOTcl. Работает под управлением AOLServer (либо его форка — NaviServer), в качестве базы данных использует PostgreSQL или Oracle.
OpenACS — форк не развивающегося с 2001 года фреймворка ArsDigita Community System (ACS). Данная система пошла по другому пути, и её последняя ветка 4.7.x была переписана с Tcl на Java. 
На базе OpenACS также развивается проект project-open (точнее, ]project-open[) — открытая система управления проектами.